# Dean Rosenthal
Dean Rosenthal (* 1974 in Concord/Massachusetts) ist ein US-amerikanischer Komponist für instrumentelle und elektronische Musik, Klanginstallationen und Field Recordings.

## Leben
Rosenthal studierte Philosophie und Musik an der McGill University und der California University of the Arts. Seine Kompositionslehrer waren u. a. Tom Johnson, Morton Subotnick und Wadada Leo Smith. Bekannt wurde er mit einer Reihe von Porträtkompositionen zeitgenössischer Komponisten und Musiker (Luciano Berio, Thomas Buckner, John Cage, Cornelius Cardew, Morton Feldman, Glenn Gould, Lou Harrison, Eric Satie). Kompositionsaufträge erhielt er von Barbara E. Galli und Morton Subotnick the Flexible Orchestra, The Washington Square Winds.
Seine Werke wurden in mehr als 23 Ländern aufgeführt, so bei der Electronic Music Foundation und im Brooklyn Museum in New York, im Taipei Contemporary Art Center, im Londoner Stratford Circus, am Axiom Center for New and Experimental Media in Boston, am Teatro San Giorgio in Udine, im Ohrenhoch Geräuschladen und O Tannenbaum in Berlin, in der Kunst-Station Sankt Peter in Köln.
Rosenthal ist Mitherausgeber des The Open Space Magazins. Seine Texte über Musiktheorie und -ästhetik wurden veröffentlicht in zeitgenössischen Musikzeitschriften wie The Ear Reader und Musicworks. Er lebt auf der Insel Martha’s Vineyard vor der Küste des US-Bundesstaats Massachusetts.

## Werke
- The Orderly Organ für Orgel (2018)
- Orderly Movements für drei Oboen (2017)
- Ostinato Obbligato für Klavier (2017)
- The Name of the Street You Live On für Klavier (2016)
- Island elektronische Musik (2015)
- Path (for Flexible Orechetra) für Kammerorchester (2015)
- Path für Oboe oder Klarinette (2014)
- Stones/Water/Time/Breath für Wasser, Steine, Teilnehmer (2012)
- Duplets freie Stimmwahl (2012)
- Unconfirmed Report freie Instrumentenwahl (2011)
- Perfect for ... für Geige (2011)
- Menemsha Village Field Recording (2010)
- Lullabye für Klavier (2010)
- Life Is What Happens, elektronische Musik (2010)
- I Think So, Too für zwei Flöten, zwei Klarinetten und zwei Fagotte (2009)
- Our Gazes für zwei Stimmen nach Texten von Henry Lyman (2009)
- Ariel für Streichquartett oder Chor nach dem Gedicht von Sylvia Plath (2003, 2009)
- This Is My Message to the World für Gitarre und Stimme nach dem Gedicht von Emily Dickinson (2003)
- In Just Spring… für zwei Violinen und Sopran nach dem Gedicht von E. E. Cummings (2003)
- December für Klavier (2003)
- Organ Music (2002)
- Songs from the Japanese für Sopran und Violine (1999–2000)
- Castles and Arias für Kammerorchester (1999)
- Embodied Naked für Sopran oder Tenor, Klavier, Violine und Cello mit einem Prä- und Postludium für Streichtrio nach einem Gedicht von Elliot Wolfson (1998)
- Underpinnings für Kammerorchester nach einem Gemälde von Jasper Johns (1998)
- Your Fine Promises für Sopran und Klavier nach einem Gedicht von Fujiwara no Mototoshi in der Übersetzung von Kenneth Rexroth (1997)
- Portraits für Tonband (1997)
- Ear Trainer Klanginstallation für Tonband/Elektronik (1996)

## Quelle
- Vox Novus - Dean Rosenthal

| Personendaten    | Personendaten               |
| ---------------- | --------------------------- |
| NAME             | Rosenthal, Dean             |
| KURZBESCHREIBUNG | US-amerikanischer Komponist |
| GEBURTSDATUM     | 1974                        |
| GEBURTSORT       | Concord                     |